# James E. Dougherty
James E. Dougherty (Los Angeles, Califòrnia, 12 d'abril de 1921 - San Rafael, Califòrnia, 15 d'agost de 2005) és un policista nord-america. Fou el primer marit de l'actriu nord-americana Marilyn Monroe. El 1942, quan treballava una planta d'avions, a l'edat de 21 anys, es va casar amb la seva veïna Norma Jean Baker que el 1946 va canviar el seu nom en Marilyn Monroe. El matrimoni només durà quatre anys, es van divorciar el 1946. El 1947 es va casar amb Patricia Scoman i es van divorciar el 1972, van tenir tres fills. Després va estar casat durant 32 anys amb Rita Lambert, fins que aquesta es va morir el 10 de juny de 2003. Ha escrit dos llibres sobre Marilyn Monroe: The Secret Happiness of Marilyn Monroe, i To Norma Jeane With Love, Jimmie. Ha participat en un documental, Marilyn's Man, sobre la vida de l'actriu; i a The Many Loves of Marylin Monroe.